# Balacra conradti
Balacra conradti är en fjärilsart som beskrevs av Charles Oberthür 1911. Balacra conradti ingår i släktet Balacra och familjen björnspinnare. Inga underarter finns listade i Catalogue of Life.